# Protetor de links
Um protetor de links é uma forma de alteração na URL para proteger sites, usualmente visando enganar os usuários com supostas pesquisas numa tentativa de roubar dados. É utilizado com frequência no Brasil para cadastrar celulares, gerando lucro ao site.

## Tipos de protetores
- Falsa pesquisa: utilizado para roubar dados confidenciais de pessoas desavisadas ou inexperientes. É geralmente visto em sites falsários ou com pouca informação sobre um produto ou programa. Ao clicar no botão "Download now!" ou algo parecido, o internauta é redirecionado para algum site de hospedagem desonesto falando que é necessário preencher uma pesquisa para baixar o que queria. Muitas vezes, programas de computador baixados por esses sites pedirão uma ou mais pesquisas.
- Cadastro de celular: Muito utilizado no Brasil, é uma forma de enganar pessoas pedindo cadastro de celulares para poder continuar. Em certos casos, esses cadastros vivem dentro de supostos programas, como aceleradores de download ou algo parecido.
- Programa requerido: Geralmente utilizado para espalhar vírus. Funciona como uma suposta ferramenta útil que faz o contrário. Algumas vezes também são solicitadas pesquisas ou número de celulares.
- Site sem referência ao arquivo: Outro método para cadastrar celulares. Desta vez o usuário fica confuso com uma página sem relação ao arquivo que queria baixar, e decide se cadastra ou não o celular.